# Gmina Lubomino
Die Gmina Lubomino ist eine Landgemeinde im Powiat Lidzbarski der Woiwodschaft Ermland-Masuren in Polen. Ihr Sitz ist das gleichnamige Dorf (deutsch Arnsdorf) mit 1163 Einwohnern (2011).

## Gliederung
Zur Landgemeinde Lubomino gehören 13 Dörfer (deutsche Namen bis 1945) mit einem Schulzenamt:
- Biała Wola (Dittrichsdorf)
- Bieniewo (Benern)
- Ełdyty Wielkie (Elditten)
- Gronowo (Gronau)
- Lubomino (Arnsdorf)
- Piotrowo (Petersdorf)
- Rogiedle (Regerteln)
- Różyn (Rosenbeck)
- Samborek (Lauterwalde)
- Wapnik (Kalkstein)
- Wilczkowo (Wolfsdorf)
- Wolnica (Freimarkt)
- Zagony (Sommerfeld)

Weitere Ortschaften der Gemeinde sind Karbówka, Ełdyty Małe  (Klein Elditten), Poborowo (Friedrichsheide), Świękity (Schwenkitten), Wójtowo (Voigtsdorf) und Zajączki (Hasenberg),
 sowie:
 Bramka (Ziebalspforte) und Świękitki (Klein Schwenkitten)